# Angela Winstanley-Smith
Angela Winstanley-Smith (5 de agosto de 1985) é uma jogadora de polo aquático britânica.

## Carreira
Angela Winstanley-Smith em Londres 2012 integrou a Seleção Britânica de Polo Aquático Feminino que ficou em 8º lugar.